# (16075) Meglass
(16075) Meglass est un astéroïde de la ceinture principale.

## Description
(16075) Meglass est un astéroïde de la ceinture principale. Il fut découvert le 9 septembre 1999 à Socorro (Nouveau-Mexique) par le projet LINEAR. Il présente une orbite caractérisée par un demi-grand axe de 2,42 UA, une excentricité de 0,19 et une inclinaison de 4,9° par rapport à l'écliptique.

## Compléments